# 井上保廣
井上 保廣（いのうえ やすひろ、1947年（昭和22年）6月11日 - 2019年（令和元年）10月22日）は、日本の政治家、福岡県太宰府市長（2期）。

## 来歴
福岡県出身。福岡大学法学部卒。太宰府市役所に入り、助役となり、2007年の太宰府市長選挙に立候補し、初当選する。2011年に再選。2015年の選挙では元市議の芦刈茂に敗れた。